# Bitwa pod Kłokotnicą
Bitwa pod Kłokotnicą – bitwa między wojskami epirskimi i bułgarskimi, która miała miejsce w roku 1230.
W roku 1222 despota Epiru Teodor Komnen zdobył Tessaloniki, gdzie koronował się na cesarza. Z pomocą cesarzowi łacińskiemu Baldwinowi II pośpieszył car bułgarski Iwan Asen II, którego ziemie stały się wkrótce celem najazdu Teodora. 9 marca 1230 roku armie bułgarska i siły Epiru starły się pod Kłokotnicą położoną pomiędzy Adrianopolem a Płowdiwem. W chwili, gdy obie armie starły się ze sobą, konnica Bułgarów obeszła przeciwnika ze skrzydeł, uderzając na jego tyły i zdobywając obóz Epirotów. Wojska Epiru zostały rozgromione, a pojmanego Teodora oślepiono na rozkaz cara. Dzięki temu zwycięstwu Bułgarzy wkroczyli na ziemie Epiru, zajmując m.in. Trację i Macedonię.